# Asplenium haleakalense
Asplenium haleakalense är en svartbräkenväxtart som beskrevs av Warren Herbert Wagner. Asplenium haleakalense ingår i släktet Asplenium och familjen Aspleniaceae. Inga underarter finns listade.